# Buhajrat Marjut
Buhajrat Marjut (arab. بحيرة مريوط, w starożytności: Mareotis) – słone jezioro w północnym Egipcie, o powierzchni 250 km². Od Morza Śródziemnego oddzielone jest wąskim przesmykiem, na którym zlokalizowane jest miasto Aleksandria.